# Catedral de Dunblane
La Catedral de Dunblane és la més gran de les dues parròquies de l'Església d'Escòcia a Dunblane, prop de Stirling, Escòcia. Va ser la seu de l'episcopat catòlic medieval de Dunblane fins que aquest va desaparèixer en l'època de la Reforma de l'Església a Escòcia.

## Història
La seu episcopal era coneguda també com la ‘de Strathearn’. Existeixen restes de les voltes de la seu episcopal en la part sud de la catedral. L'últim bisbe catòlic de Dunblane el 1561, William Chislome, va ser després bisbe de la catedral de Vaison a França. Aquesta catedral alberga les tombes de Margaret Drummond de Stobhall, una amant del Rei Jaume IV d'Escòcia i de les seves dues germanes, les quals es diu que van ser enverinades.
L'edifici pertany a la Corona britànica i és mantingut per Historic Scotland, una agència executiva del govern escocès.

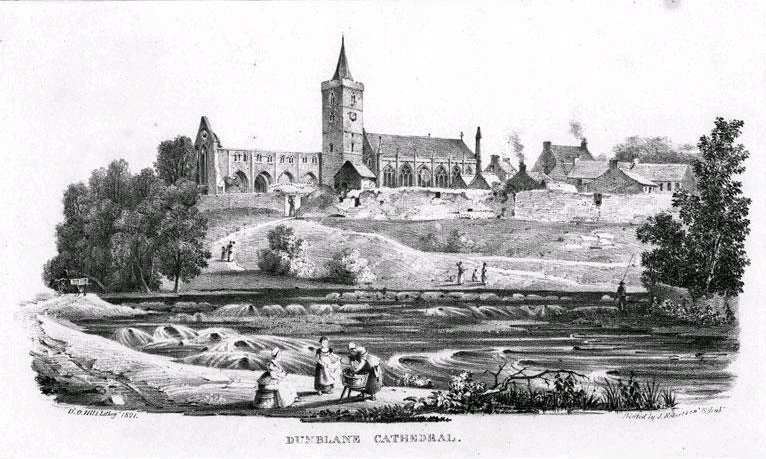
La catedral al 1821.

En gran part l'existència de l'edifici data des del segle xiii, encara que originalment aquest posseeix una campana a la torre del segle xi en el costat sud de la catedral. L'altura d'aquesta torre va ser incrementada al segle xv, la qual cosa es veu en el canvi de color de la pedra usada per la seva amplicació, a més del canvi a l'estil gòtic tardà en la planta superior de les finestres. El cor té una llarga càmera que servia com a sala capitular i sagristia, en el costat nord. El cor protegeix un mural de la tomba del fundador de la catedral, el Bisbe Clement. Han estat preservades diverses de les cadires del cor del segle xv. A més existeixen encara cadires de dosel que es conserven en el costat oest de la nau. Dunblane té la segona més extensa col·lecció escocesa d'obres de fusta religioses medievals després de la capella del King's College d'Aberdeen. Existeixen altres fragments separats que es mostren en el museu de la ciutat.

## Esglésies a Dunblane
La catedral de Dunblane és una de les set edificis religiosos del poble. Les altres són Saint Blane’s, Saint Mary’s, l'església catòlica de la Sagrada Família, la Casa de Reunions quàquera, l'associació Cristiana de Dunblane i la Comunitat Ortodoxa de l'Orient de Saint Nicholas.

## Ministeri
L'actual rector, des de 1988, és el Reverend Colin Mclntosh, que va anar prèviament rector de l'església de Saint John's Renfield a Glasgow.

## Galeria

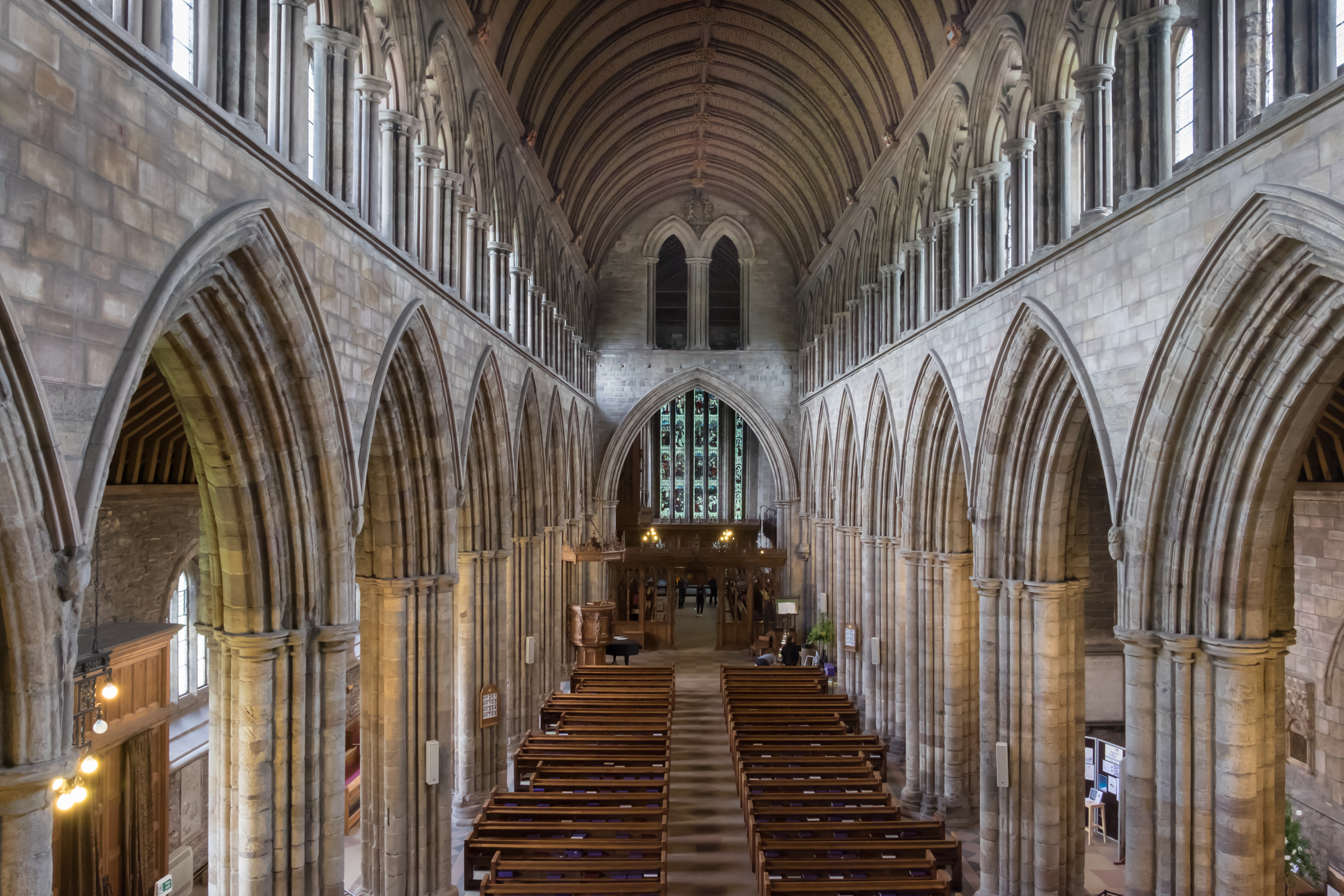
La Nau, vista est.
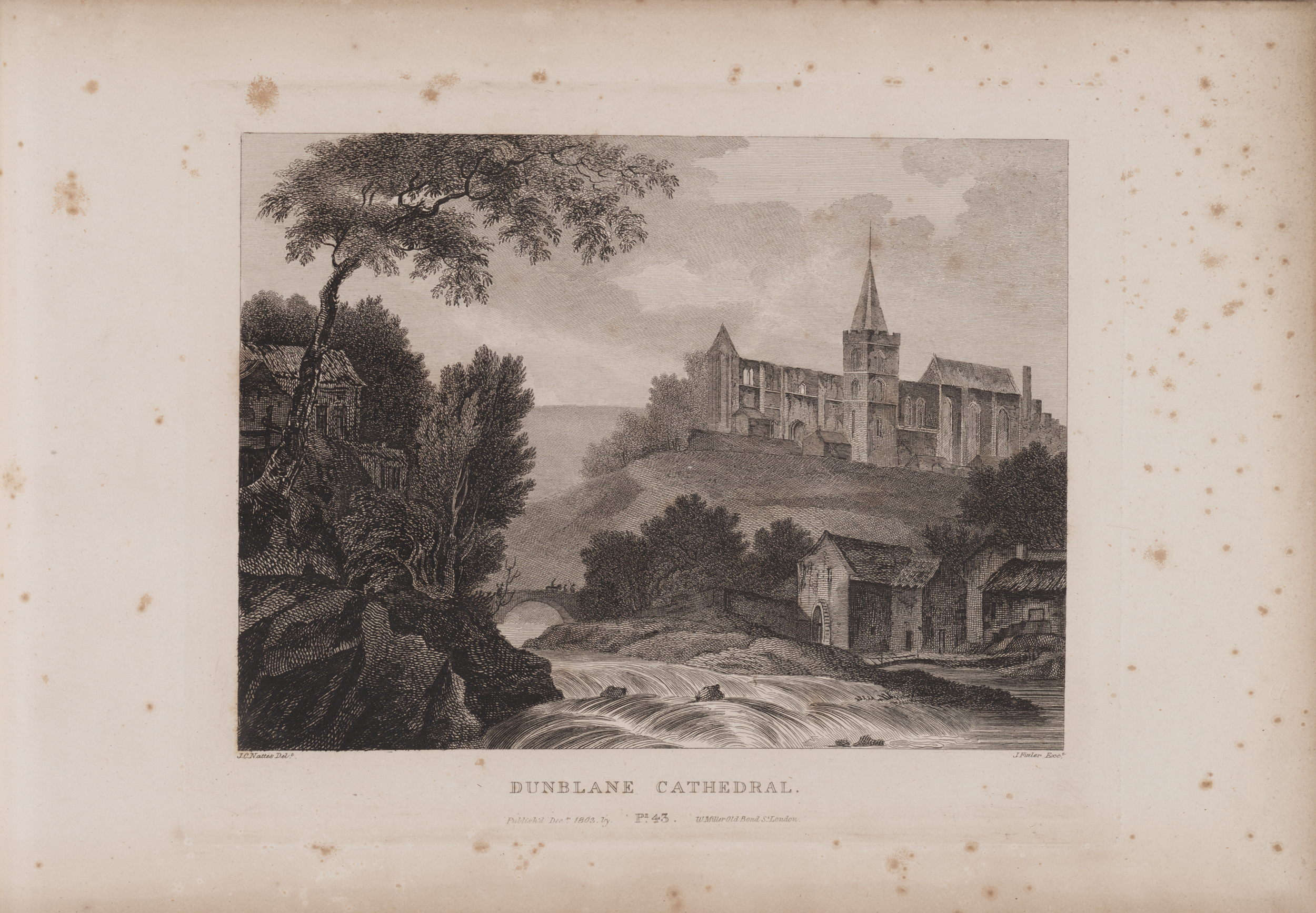
Dunblane Cathedral per James Fittler a Scotia Depicta
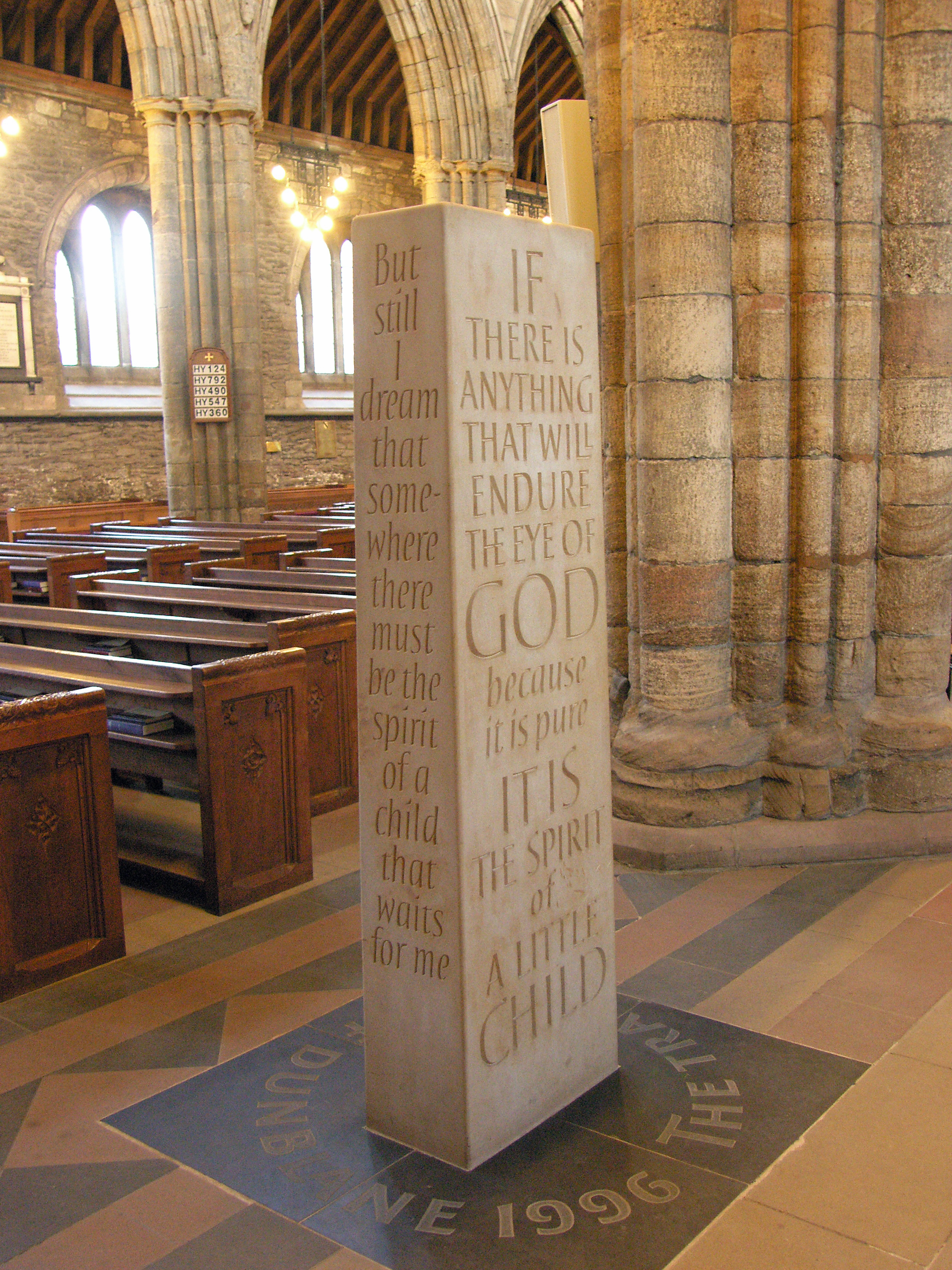
Comemoració The Dunblane Commemoration